# Gemeindeverwaltungsverband „Schozach-Bottwartal“
Der Gemeindeverwaltungsverband „Schozach-Bottwartal“ ist ein Gemeindeverwaltungsverband (GVV) im Landkreis Heilbronn in Baden-Württemberg. Mitglieder des Verbandes sind die Stadt Beilstein und ihre Nachbargemeinden Untergruppenbach, Ilsfeld und Abstatt; der Sitz des Verbandes ist Ilsfeld.
Als Folge der Gemeindereform im Jahre 1973 schlossen sich die Gemeinden Abstatt, Ilsfeld und Untergruppenbach sowie die Stadt Beilstein im Wege einer freiwilligen Vereinbarung zu dem Gemeindeverwaltungsverband „Schozach-Bottwartal“ zusammen.
Dieser Gemeindeverwaltungsverband erledigt für die beteiligten Gemeinden die Flächennutzungsplanung nach vorheriger Weisung durch die Gemeinden.
Hauptorgan des Verbandes ist die Verbandsversammlung, die aus den Bürgermeistern der Mitgliedergemeinden und weiteren Vertretern besteht, wovon der Einwohnerzahl entsprechend für Beilstein, Untergruppenbach jeweils vier Vertreter und für Abstatt drei Vertreter zu entsenden sind. Verbandsvorsitzender war 2010 der Bürgermeister von Ilsfeld, Thomas Knödler.